# 高木尚右
高木 尚右（たかぎ しょうすけ、1880年（明治13年）10月17日 - 1958年（昭和33年）5月16日）は、大日本帝国陸軍軍人。最終階級は陸軍少将。

## 経歴・人物
山口県出身。1902年（明治35年）陸軍士官学校第14期卒業。のち東京帝国大学工科大学機械工学科卒業。
1924年（大正13年）12月に陸軍工兵大佐・工兵第20大隊長、1927年（昭和2年）7月に陸軍技術本部附、1930年（昭和5年）8月に陸軍少将・舞鶴要塞司令官を経て、1931年（昭和6年）8月1日に待命、同月29日に予備役に編入した。
1947年（昭和22年）11月28日、公職追放仮指定を受けた。

## 栄典
勲章等
- 1940年（昭和15年）8月15日 - 紀元二千六百年祝典記念章[4]